# Multiverso brana
Multiverso de Nivel II, según la clasificación de Max Tegmark, basado en la Teoría de cuerdas, y más concretamente en la Teoría M y la Cosmología de branas. Según este tipo de metauniverso o metaverso, nuestro universo sería una brana tridimensional más flotando en un espacio de dimensiones más altas poblada por otras branas similares a la nuestra. Es uno de los tipos de multiverso propuestos por Brian R. Greene.
La idea central es que nuestro universo está limitada a una brana de 3 dimensiones dentro de un espacio de dimensionalidad superior llamado "bulk" en inglés, o "mole" o "bulto" en español. Puede haber otras branas, con 3 dimensiones o más, moviéndose a través del bulk, cada una de las cuales conforma un Universo brana.